# СБ (бомбардировщик)
СБ (АНТ-40) — скоростной фронтовой бомбардировщик. Самый массовый серийный самолёт разработки КБ А. Н. Туполева. Первый полёт совершил 7 октября 1934 года. Самолет пилотировал лётчик-испытатель К. К. Попов. Первый серийный самолёт СБ был выпущен весной 1936 года. За годы серийной постройки СБ неоднократно модернизировался. Всего до момента прекращения серийного выпуска в 1941 году было выпущено более 6600 самолётов различных модификаций.

## История
В начале 30-х годов были получены результаты по созданию двухмоторных цельнометаллических самолётов Ми-3 и стала реальной задача по созданию скоростного бомбардировщика, который бы превосходил по скорости стоящие на вооружении истребители биплановой схемы. Командование ВВС РККА разработало тактико-технические требования к данному самолёту: максимальная скорость полёта на высоте 5000 м 350 км/ч; посадочная скорость 90 км/ч; потолок 7000-8000 м; дальность полета 800 км.
Работы по проектированию начались в мае 1934 года в ЦАГИ в ОКБ Архангельского. В начале октября состоялся первый полёт. Первый самолёт потерпел аварию при посадке. В феврале 1935 года заводские испытания продолжились на дублёре первой машины. Во время испытаний была достигнута скорость 404 км/ч на высоте 5000 м. Испытания и доводка самолёта продолжалась более одного года, после чего самолёт передали в серийное производство.

## Конструкция
Двухмоторный цельнометаллический среднеплан с гладкой обшивкой. Крыло состояло из центроплана и двух отъёмных частей. Обшивка крыла крепилась к каркасу заклёпками, установленными впотай. Фюзеляж типа монокок делился на носовую и хвостовую части, которые крепились к центральной части фюзеляжа через лонжероны и обшивку. Горизонтальное оперение расчалочного типа. Руль высоты и руль направления снабжались сервоприводами. Шасси убираемое в полёте с воздушно-масляной амортизацией. Колёса были снабжены тормозами.
Экипаж самолёта состоял из лётчика, штурмана и стрелка-радиста. Кабина штурмана-стрелка размещалась в носовой части фюзеляжа, далее находилась кабина лётчика, затем бомбоотсек и в хвостовой части кабина стрелка-радиста.
Вооружение — четыре пулемёта калибра 7,62 мм и 500 кг бомб.

## Модификации
АНТ-40-1 или СБ 2РЦПервый прототип с двигателями Wright Cyclone мощностью 730 л. с. (545 кВт). Построен в октябре 1934 года. Лётные испытания начались 7 октября, полёты проводил лётчик К. К. Попов. 31 октября прототип был разбит при посадке. К февралю 1935 году самолёт был восстановлен и второй цикл испытаний проводился с 5 февраля по 31 июля 1935 года. В дальнейшем СБ с двигателями Wright Cyclone использовался в качестве экспериментальной машины для отработки новых технических решений (например, лыжного шасси).
AHT-40-2 или СБ 2ИСПрототип с двигателями «Испано-Сюиза» (ИС) мощностью 780 л. с. Построен в конце 1934 года, первый полёт совершил 30 декабря 1934 под управлением Н. С. Журова. На начавшихся в январе 1935 года лётных испытаниях самолёт показал скорость 433 км/ч. Испытания продолжались до апреля 1936 года. Прототип стал эталоном для серийного производства.
СБ 2М-100Первая серийная модель. Площадь крыла была увеличена до 56,7 м², нормальная полётная масса до 5628 кг, что привело к снижению максимальной скорости до 393 км/ч. На самолёт были установлены двигатели Климова М-100 (выпускаемые по лицензии двигатели «Испано-Сюиза» 12Y).
ДИ-8 или АНТ-46двухместный тяжёлый истребитель с двигателями Гном-Рон «Мистраль-Мажор» 14К мощностью 800 л. с., вооружённый двумя динамореактивными 76,2 мм пушками АПК-4, с боезапасом 15 снарядов на ствол. Самолёт был снят с плана производства в 1936 году из-за затянувшейся подготовки к государственным испытаниям, связанной с перевооружением истребителя в результате прекращения работ по динамореактивным пушкам (более перспективным оружием истребителя были признаны ракеты РС).
СБ 2М-100АСамолёт с новыми двигателями мощностью 860 л. с. (642 кВт) и с новыми капотами двигателей. Производился с конца 1936 года. В мае-июне 1937 года проводились испытания СБ с новыми оборонительными турелями МВ-2 и МВ-3. Несмотря на рекомендацию внедрения турелей в серийное производство, самолёты стали оснащаться ими только с 1940 года.
СБ 2М-103 или СБ бисСерийная версия с новыми двигателями М-103 мощностью 960 л. с., новой кабиной штурмана и управляемым хвостовым колесом. Первая серия испытаний проводилась с сентября 1937 по март 1938, вторая — с 27 июня 1938 по 19 сентября 1938. Начиная с этой версии самолёт имел убирающиеся лыжные шасси. 2 сентября 1937 года на первом СБ бис М. Ю. Алексеев установил официальный рекорд высоты, подняв груз массой 1000 кг на высоту 12 244 м. 1 ноября 1936 он поднялся на высоту 12 692 м.
ПС-40Пассажирская версия самолёта АНТ-40 для Аэрофлота, построена в 1938 году.
УСБУчебно-тренировочный вариант, строился малой серией. На месте кабины штурмана была размещена кабина инструктора с параллельным управлением и полным комплектом приборов. Самолёт испытывался в марте 1938 года.
СБ бис 2Самолёт имел новые лобовые радиаторы, гладкую обшивку крыла, бронеспинку пилота и усиленную конструкцию планера. Самолёт имел воздушные винты ВИШ-2, затем ВИШ-22. Максимальная бомбовая нагрузка возросла до 1600 кг, благодаря наружным держателям для бомб; боевой радиус составил 600 км. Максимальная скорость самолёта 419 км/ч. С 1940 года на самолёт устанавливались новые оборонительные турели. Самолёт производился со второго полугодия 1938 года.
СБ бис 3Самолёт имел новые водорадиаторы туннельного типа. Имел самые высокие скоростные характеристики: 445 км/ч на высоте 4500 м, однако из-за ненадёжности радиаторов серийно не строился. Испытывался с 1 ноября 1937 по 17 января 1938 года.
ПС-41Переданные Аэрофлоту самолёты СБ бис 2, переделанные в почтовые. Самолёт имел внешние топливные баки и мог нести полезную нагрузку массой 2450 кг.
ММНСкоростной бомбардировщик с двигателями М-105 мощностью 1050 л. с. и меньшей площадью крыла. Самолёт проходил испытания в 1939 году. Из-за несоответствия лётных характеристик заданным, самолёт испытания не прошёл.
СБ-РК или Ар-2Пикирующий бомбардировщик оснащённый двумя двигателями М-105Р мощностью 1100 л. с. с воздушными винтами ВИШ-22Е. Самолёт имел уменьшенную площадь крыла и новую носовую часть по типу ММН, также он был оснащён воздушными тормозами и автоматом вывода из пикирования. Воздушные радиаторы были вписаны в консоли крыла рядом с мотогондолами, при этом выходные отверстия располагались на верхней поверхности крыла. Максимальная бомбовая нагрузка составляла 1600 кг. Самолёт выпускался малой серией. В производстве заменён пикирующим бомбардировщиком Пе-2.
СБ с носовым колесомЭкспериментальный самолёт ЦАГИ, проходил испытания в 1940—1941 годах под управлением Марка Галлая. Создан в одном экземпляре для изучения преимуществ и недостатков, связанных с носовым расположением колеса (по сравнению с хвостовым расположением, стандартным для самолетов 1930-х годов). Для этого в носовой части обычного СБ было установлено неубирающееся шасси, и в таком виде самолет совершил серию взлетов и посадок в разных метеорологических условиях и на разные типы аэродромов.
СБмПеред Второй мировой войной под руководством И. П. Толстых один из СБ с моторами М-103А превратили в летающую лабораторию, установив на него трёхколесное шасси с носовой опорой. Поскольку машина предназначалась для исследований, то конструкция шасси позволяла менять её базу. Преимущества такого шасси заключаются в лучшей устойчивости при движении по земле, отсутствии неуправляемого разворота. При этом улучшается обзор пилота вперед и полностью исключается капотирование летательного аппарата при интенсивном торможении. В ходе испытаний были выполнены 73 посадки как на бетонированные, так и на грунтовые взлётно-посадочные полосы зимой и летом. В частности, посадки производились с опущенным хвостом при скорости планирования 160 км/ч и с выпущенными посадочными щитками и на скорости 190 км/ч без щитков. Были выполнены скоростные посадки как на носовую, так и основные опоры и посадки без выравнивания. Зимой возможности новой схемы шасси проверялись как на укатанной полосе, так и на снежной целине на лыжах. Причём, для передней опоры использовали лыжу от истребителя И-16. При этом отмечалось значительное ухудшение маневренности самолёта.
Avia B-71Модификация СБ, с 1937 года по лицензии выпускалась в Чехословакии. В обмен была получена лицензия на горную пушку С-5. Чехословацкие машины оснащались двигателями Avia Hispano Suiza 12 Ydrs. Подписанное в марте 1937 года соглашение предусматривало производство 160 самолетов; фактически, с 1937 по 1939 год была выпущена 161 машина.
Ар — 2
Модификация самолёта с более мощными двигателями.

### Нереализованные проекты
АНТ-49Проект самолёта разведчика на базе АНТ-40, разрабатывался в 1935 году но был закрыт на стадии эскизного проектирования. Заказчик посчитал, что с выполнением разведывательных задач справятся и серийные СБ. Правильность данного решения была впоследствии подтверждена при эксплуатации серийных машин в боевых условиях.

## Тактико-технические характеристики (СБ 2М103)

СБ

### Технические характеристики
- Экипаж: 3 человека
- Длина: 12,57 м
- Размах крыла: 20,33 м
- Высота: 3,48 м
- Площадь крыла: 56,7 м²
- Масса пустого: 4768 кг
- Масса снаряженного: 7880 кг
- Двигатели: 2× М103 мощностью 960 л. с. (716 кВт)

### Лётные характеристики
- Максимальная скорость: 450 км/ч
- Крейсерская скорость: 375 км/ч
- Практическая дальность: 2300 км
- Практический потолок: 7800 м
- Скороподъёмность: 9,5 м/с
- Длина разбега\пробега: 300—350 м
- Нагрузка на крыло: 141 кг/м²
- Тяговооружённость: 180 Вт/кг

### Вооружение
- Пулемётное: 4 × 7,62 мм пулемёты ШКАС
- Бомбовая нагрузка: 600 кг

## Производство
| Заводы                      | 1936 | 1937 | 1938 | 1939 | 1940 | 1941 | Всего |
| № 22 им. Горбунова (Москва) | 268  | 853  | 1250 | 1435 | 1749 | 69   | 5624  |
| № 125 им. Сталина (Иркутск) |      | 73   | 177  | 343  | 375  | 24*  | 992   |
| Всего                       | 268  | 926  | 1427 | 1778 | 2124 | 93   | 6616  |

| Производитель   | 1  | 2 | 3  | 4 | 5 | 6 | 7 | Всего |
| --------------- | -- | - | -- | - | - | - | - | ----- |
| № 22 (Москва)   | 41 | 7 | 6  | 9 |   |   | 6 | 69    |
| № 125 (Иркутск) |    |   | 24 |   |   |   |   | 24*   |
| Всего           | 41 | 7 | 30 | 9 | 0 | 0 | 6 | 93    |

*В другом документе указывается, что было принято военной приемкой с начала года по март 67 самолетов, производство прекращено. В то же время из доклада о выполнении промышленностью плана заказов за январь — апрель 1941 года указываются поставленными обоими заводами 95 СБ 2М-103, 105 в 1-м квартале и 1 в апреле. Всего за 1941 год ВВС РККА приняли 93 СБ. По всей видимости остальные самолеты были поставлены ВВС ВМФ.
Таким образом однозначного ответа, сколько было произведено в СССР самолетов СБ, пока нет. Их число колеблется от 6616 до 6659 машин.

## На вооружении

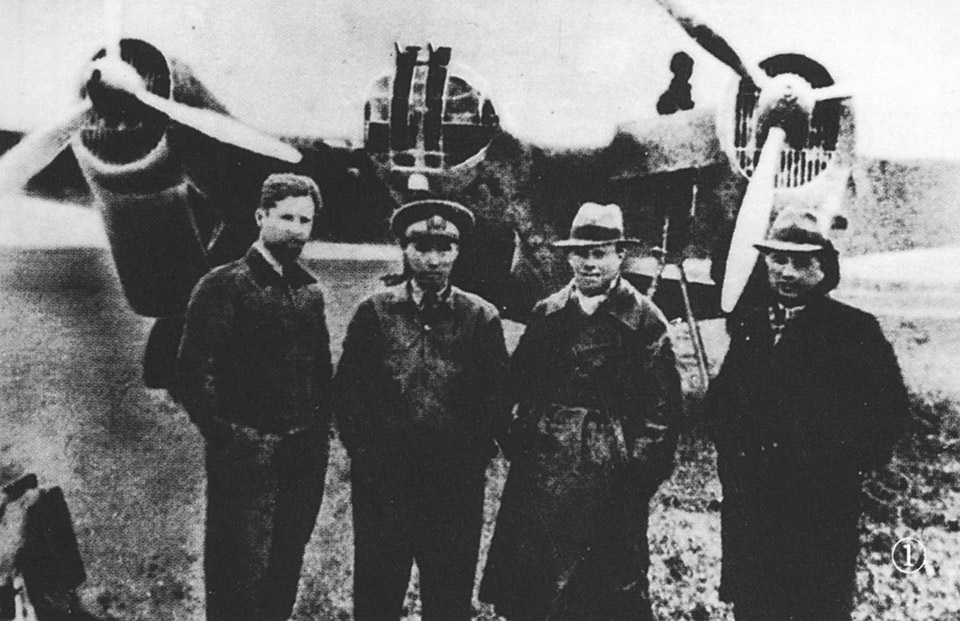
Советские военные, китайский пилот и переводчик на фоне СБ. Аэродром в Ханькоу. 1938 год.

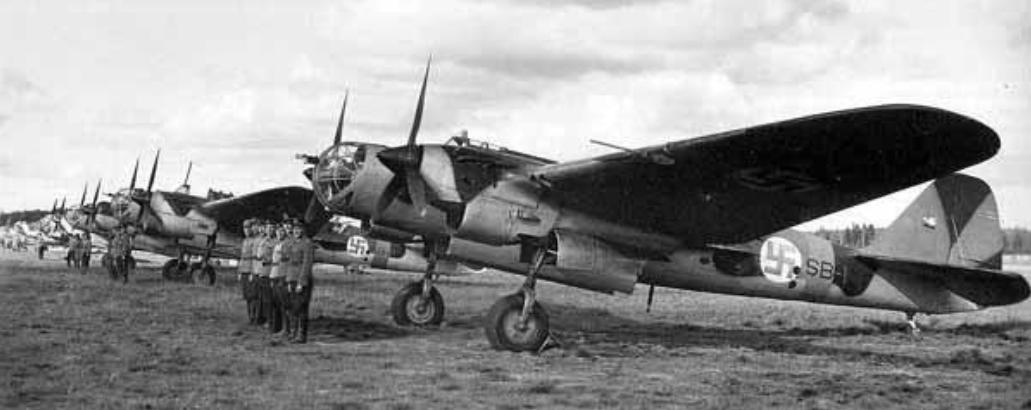
Эскадрилья Lelv 6 ВВС Финляндии

- СССР — принят на вооружение в 1934 году. Вооружались скоростные бомбардировочные полки.
  - Аэрофлот в 1938 году получил некоторое количество пассажирских ПС-40 и в 1940 также ПС-41.
- Вторая Испанская Республика — самолёты СБ поставлялись из СССР для ВВС Испанской республики (они получили неофициальное прозвище «Катюша»); кроме того, в 1937 году СССР предоставил Испанской республике лицензию на производство СБ[6] 3 партии по 31 самолёту СБ 2М-100А: 14 октября 1936 года, июнь-июль 1937 и 1938 год, всего 93 машины[7].
- Франкистская Испания — 19 трофейных самолётов СБ 2М-100А, двигатели на всех заменены на Hispano Suiza 12Ybrs, списаны в 1950 году.
- Чехословакия — согласно советско-чехословацкому соглашению от марта 1937 года в Чехословакию был поставлен 61 самолёт; также была продана лицензия на производство 161 самолёта (до оккупации Чехословакии изготовить успели не все); после оккупации Чехословакии немецкими войсками в марте 1939 года вооружённые силы Чехословакии прекратили своё существование, а авиатехника поступила в распоряжение Третьего Рейха. Самолёты СБ использовались в люфтваффе в качестве буксировщиков воздушных мишеней.[8]
- Словакия — Несколько бомбардировщиков Чехословацких ВВС были переданы Словакии в 1938 году. 18 апреля 1943 года один бомбардировщик Avia B.71 словацких военно-воздушных сил совершил перелёт в Турцию[9]
- Болгария — после того, как Германия оккупировала Чехословакию в марте 1939 года, 32 бомбардировщика Avia B.71 (ранее находившиеся на вооружении военно-воздушных сил Чехословакии) были получены от Германии: [10] 24 в 1939 и 8 в 1940 годах[11]. В царских ВВС именовался „Жерав“ (журавль). Один самолёт был утрачен в результате аварии при посадке на аэродром, но в связи с дефицитом запчастей к 1944 году в составе ВВС остался лишь 21 исправный самолёт этой модели. Последние 10 самолётов были сняты с вооружения после окончания войны, в конце 1945 года[12]
- Китайская Республика — осенью 1937 года поставлены 62 СБ 2М-100, затем в период с августа 1938 по июнь 1941 года ещё 3 СБ 2М-100 и СБ 2М-105. Применялись Гоминьдановской авиацией против японских войск.
- нанкинское правительство Ван Цзинвэя — 2 самолёта, угнанные бежавшими гоминьдановскими пилотами были включены в ВВС коллаборационистской китайской армии.
- Финляндия — трофеи войны 1939—1940 годов (8 штук) и поставки трофейных же самолетов из Германии (ещё 16): один из них СБ 2М-100А, остальные — СБ 2М-103 (бортовой код SB). Применялись как морские патрульные и противолодочные в эскадрилье LeLv 6, 2 переделаны в учебные. Несмотря на отсутствие боевых потерь, 7 утрачены при авариях. В 1945 году переданы на хранение, в 1950 списаны.
- Германия — трофейные чехословацкие и советские самолёты. Применялись как учебные и буксировщики мишеней (B-71B). В марте 1944 года в составе Люфтваффе всё ещё числились 51 B-71, но до конца года они были списаны.
- Польша — 2 учебных УСБ с двигателями М-103 были передано вновь созданным ВВС Польши в 1944 году, где они прослужили до 1948 года.[13]

## Сохранившиеся экземпляры
| Тип         | Бортовой номер | Местонахождение                                             | Изображение |
| ----------- | -------------- | ----------------------------------------------------------- | ----------- |
| СБ-2        |                | Самолёт-памятник в п. Высокий (Мурманская область)          | фото        |
| АНТ-40 (СБ) |                | Музейный комплекс УГМК, Верхняя Пышма, Свердловская область |             |